# 沈虎子
沈虎子（?—?），五代十国时吴越国官员，吴越忠懿王时丞相。
宋太祖伐江南南唐，命吴越出兵，忠懿王想要攻打常州，沈虎子进谏：“江南，是我国的藩蔽，今大王自己撤除自己的藩蔽，将用什么保卫社稷？”忠懿王不从，最后进兵攻克常州。978年，沈虎子随忠懿王归附宋朝，宋太宗授他官爵，在官位上去世。